# 작은곰자리 제타
작은곰자리 제타(ζ UMi)는 작은곰자리 방향에 있는 항성이다. 전통적으로 불려오던 이름으로 아랍어 أخفى الفرقدين에서 유래한 '아크파 알 파카다인' 이 있다.
이 별은 A형 주계열성으로 겉보기 등급은 +4.28이다. 지구로부터 약 380 광년 떨어져 있다.
특이한 점은 제타별은 표면 온도가 8700 켈빈으로 분광형상 A형 왜성이지만 물리적 수치는 그보다 더 크고 밝아 질량은 태양의 3.4배, 밝기는 태양의 200배에 이른다. 이 별은 사실 거성으로 바뀌기 직전 상태이다. 방패자리 델타형 변광성일 가능성도 있다.